# Khuldabad

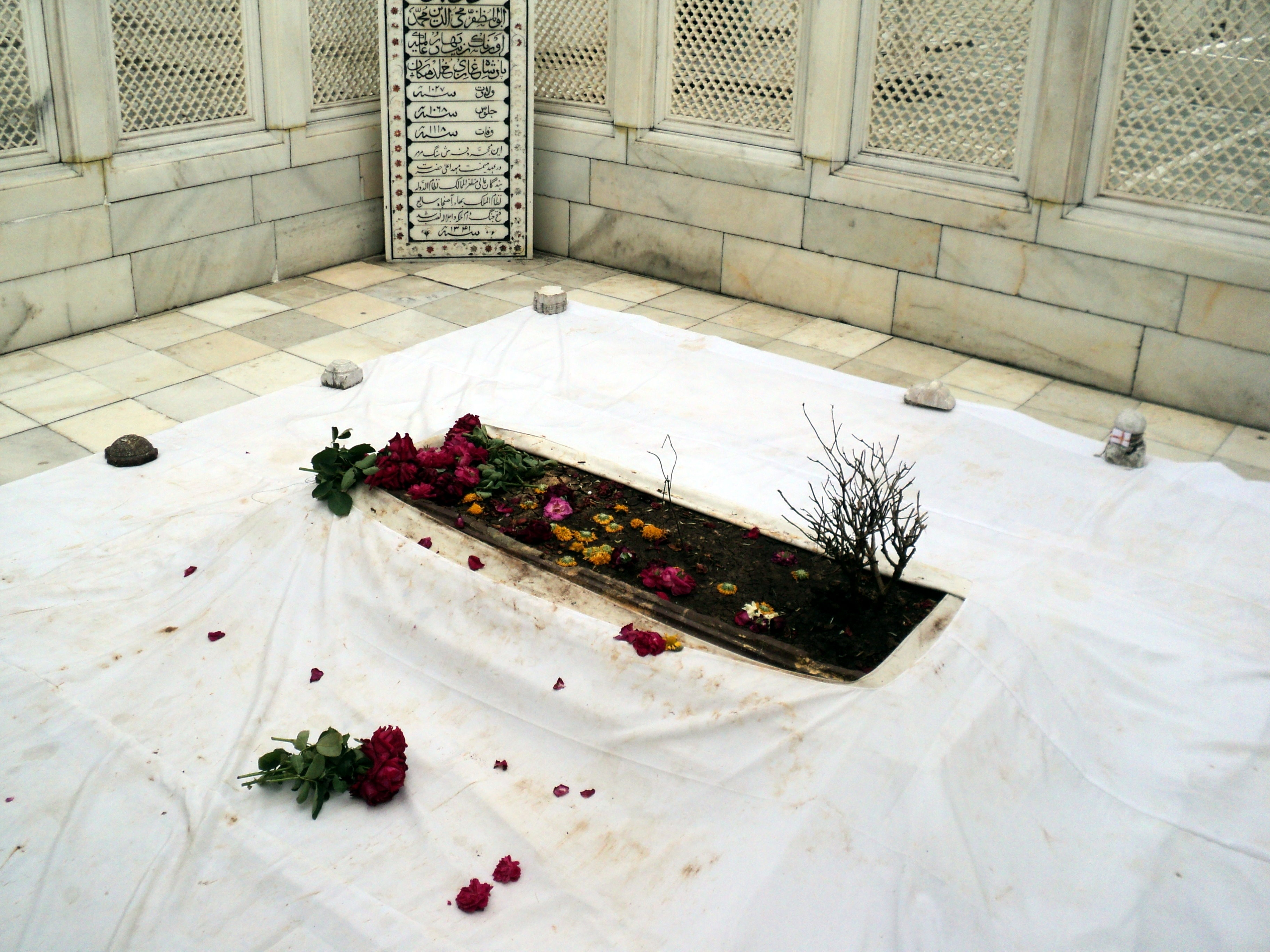
Grabstätte Aurangzebs

Khuldabad (Marathi: खुलताबाद) ist eine Kleinstadt mit ca. 16.000 Einwohnern im indischen Bundesstaat Maharashtra im Distrikt Aurangabad. Der Ort war früher auch unter dem Namen Rauza („Grab“ oder „Grabmal“) bekannt.

## Lage
Khuldabad liegt auf dem Dekkan-Plateau etwa 30 km (Fahrtstrecke) nordwestlich der Stadt Aurangabad auf einer Höhe von etwa 730 Metern ü. d. M. Das Klima ist trotz der Höhenlage tagsüber warm; Regen fällt eigentlich nur während der sommerlichen Monsunmonate.

## Bevölkerung
Offizielle Bevölkerungsstatistiken werden erst seit 1991 geführt und regelmäßig veröffentlicht. Der anhaltende Anstieg der städtischen Bevölkerungszahlen beruht im Wesentlichen auf der Zuwanderung von Familien aus dem Umland.
| Jahr      | 1991  | 2001   | 2011   |
| Einwohner | 9.192 | 12.794 | 15.749 |

Die Bevölkerung besteht zu etwa 41 % aus Hindus und 58 % Moslems; die übrigen Religionsgemeinschaften (Buddhisten,  Jains, Christen, Sikhs und andere) bilden Minderheiten. Wie im Norden Indiens üblich, ist der männliche Bevölkerungsanteil um ca. 10 % höher als der weibliche.

## Wirtschaft
Der Wirtschaftsraum Aurangabad gehört zu den wichtigsten und am schnellsten wachsenden in Maharashtra, doch spielt die Landwirtschaft in der Umgebung immer noch eine große Rolle. Khuldabad profitiert nur in geringem Maße vom internationalen Tourismus, doch ist der Ort wegen seiner Höhenlage und seinen Bauten bei Indern durchaus beliebt.

## Geschichte
Im 14. Jahrhundert lebten und wirkten hier verschiedene Sufi-Heilige, deren Grabmäler (dargahs) bis heute Ziel vieler muslimischer Pilger sind. Später ließen sich hier auch andere bedeutende Persönlichkeiten bestatten – z. B. Malik Ambar (gest. 1626), der Großmogul Aurangzeb (gest.  1707), sein Sohn Muhammad Azam Shah (gest.  1707) oder Asaf Jah I. (gest.  1748). Seit dem Jahr 1724 gehörten Aurangabad und seine Umgebung zu Marathwada, d. h. zum Herrschaftsgebiet der Nizams von Hyderabad.

## Sehenswürdigkeiten

### Ort
Die einfachen Grabmäler von Aurangzeb und dessen Sohn Azam Shah beeindrucken durch ihre Schlichtheit, wohingegen das ältere Mausoleum von Malik Ambar, dem Ersten Minister der Herrscher des Sultanats von Ahmadnagar, zu den aufwändigeren Grabmälern der Zeit gehört.

### Umgebung
AurangabadDie Millionenstadt Aurangabad bietet einige Sehenswürdigkeiten, allen voran das Bibi-Ka-Maqbara-Mausoleum. Aber auch die in einer Felswand östlich der Stadt gelegenen buddhistischen Aurangabad-Höhlen sind sehenswert.
ElloraEtwas abseits des ca. 5 km entfernten Dorfes Ellora befinden sich insgesamt 34 buddhistische, hinduistische und jainistische Höhlenheiligtümer aus dem 5. bis 10. Jahrhundert, darunter auch der Kailasa-Tempel.
DaulatabadIn der ca. 10 km südlich gelegenen ehemaligen Festungsstadt und Hauptstadt der Seuna-Dynastie sind vor allem das teilweise aus einem Berg herausgearbeitete Fort sehenswert, aber auch die aus Spolien hinduistischer Tempel erbaute Freitagsmoschee (jamaa masjid) und ein isoliert stehendes Minarett (Chand-Minar) sind zu erwähnen.